# La Cité infernale
La Cité infernale (titre original : The Infernal City) est le premier tome d'un cycle de deux romans écrits par Gregory Keyes qui suivent l'histoire de l'univers The Elder Scrolls se déroulant entre les événements dépeints dans les jeux vidéo Oblivion et Skyrim. Publié aux États-Unis par Del Rey Books en 2009, il a été traduit en français et publié par les éditions Fleuve noir en 2011.

## Résumé
L'histoire s'ouvre alors que cela fait maintenant quarante-cinq ans que les événements d'Oblivion sont arrivés. La cite volante d'Umbriel a commencé à voyager à travers Tamriel, la mort l'accompagnant partout où elle va. On rencontre ensuite Annaïg Hoïnart, une jeune fille bretonne âgée de dix-sept ans, et son ami Mere-Glim, dit Glim, un Argonien, qui se retrouvent accidentellement sur Umbriel et sont par la suite capturés par ses habitants. Pendant ce temps-là, Sul, un elfe noir, rejoint le prince Attrebus Mede, fils de l'empereur Titus Mede, dans sa recherche d'un moyen d'arrêter la ville, et Colin Vineben, un inspecteur du Penitus Oculatus, se met à la recherche de ce dernier.

## Personnages
- Annaïg Hoïnart, une jeune fille bretonne
- Colin Vineben, un inspecteur du Penitus Oculatus
- Mere-Glim, un Argonien, le meilleur ami d'Annaig
- Attrebus Mede, le fils de l'empereur Titus Mede et prince de Cyrodiil
- Sul, un elfe noir qui voyage avec Attrebus